# I bitwa o Az-Zawiję
I bitwa o Az-Zawiję − zbrojne starcie stoczone w dniach od 24 lutego do 10 marca 2011 między libijską armią rządową wspieraną przez zagranicznych najemników a demonstrantami i zbuntowanymi żołnierzami podczas libijskiej wojny domowej. W wyniku bitwy miasto zostało zdobyte przez siły rządowe.

## Tło
15 lutego 2011 w Libii rozpoczęły się masowe antyrządowe protesty. Po tym jak żołnierze lojalni wobec pułkownika Muammara Kadafiego zbuntowali się i przeszli na stronę demonstrantów, rozpoczęły się walki o kontrolę nad miastem.

## Bitwa

### I faza
Walki rozpoczęły 24 lutego się, kiedy siły rządowe zaatakowały meczet kontrolowany przez demonstrantów. Żołnierze otworzyli ogień z broni automatycznej. Siły rewolucyjne odpowiedziały kontratakiem. Telewizja Al-Dżazira pokazała film z płonącego komisariatu policji w Az-Zawiji, na którym widać około 20 ciał funkcjonariuszy rozstrzelanych za odmowę strzelania do protestujących. Armia ostrzelała z pocisków rakietowych i broni maszynowej, także minaret przy meczecie, gdzie obozowali demonstranci. Podczas 5-godzinnych walk w Zawii rozpoczętych o godz. 8. (9. czasu polskiego), zginęło 100 osób, około 400 zostało rannych.
25 lutego wojsko zaatakowało demonstrantów. Przeciwnicy reżimu w mieście Az-Zawija odparli atak sił bezpieczeństwa.
26 lutego w nocy, siły rządowe otworzyły ogień do rebeliantów w Zawii. Wojsko wycofało się z miasta. Walki wybuchły również w innych miastach, m.in. w Misracie, która już wtedy znalazła się w rękach demonstrantów.
27 lutego w nocy doszło do gwałtownych walk w Az-Zawii. Główny plac miasta został zajęty przez buntowników. Najemnicy przeprowadzili za pomocą artylerii szturm na demonstrantów, podczas którego zginęło ok. 50 demonstrantów, a drugie tyle odniosło rany. W ataku śmierć ponieśli starcy, kobiety oraz dzieci. Siły rządowe uprowadziły 30 młodych mężczyzn. Nacierającym nie udało się przedrzeć do centrum. Okupowali przedmieścia, natomiast demonstranci centrum. W południe walka chwilowo ustała, a rebelianci wywiesili swoją flagę nad budynkiem w centrum miasta.

### II faza
Rano 28 lutego do miasta zdobytego przez rebeliantów, zbliżyło się od zachodu 200 uzbrojonych żołnierzy. W walkach zginęło 10 wojskowych, brak natomiast informacji o ofiarach po stronie buntowników. Wieczorem siły bezpieczeństwa ponowiły atak. Walki nabrały na sile po zmroku. Rebelianci odparli atak. Uszkodzony został ich czołg. Biorący udział w walce najemnicy uciekli z pola bitwy.
1 marca przez sześć godzin siły antyrządowe odpierały nocny atak wojska libijskiego, które bezskutecznie szturmowało miasto.
W nocy z 2 na 3 marca w mieście ponownie wybuchły walki. W wyniku wymiany ognia zginęło dwóch żołnierzy armii Kadafiego.
4 marca w nocy wybuchły kolejne walki. W ciągu dnia intensywność walk o miasto wzrosła. W starciach zginął m.in. dowódca wojsk rebelianckich w mieście płk. Darbouk Hussein. W wymianie ognia zginęło co najmniej 50 osób, a 300 odniosło rany. Rebelianci w liczbie około 2 tys. ludzi zostali zepchnięci przez armię na centralny plac miasta. Ustanowił on ostatni bastion obrony. W odległości 3 km od centrum siły rządowe ustawiły punkty kontrolne i przystąpiono do regularnego oblężenia.
5 marca w nocy żołnierze bezskutecznie zaatakowali miasto. Około godz. 6 rano (godz. 7 czasu polskiego) siły Kaddafiego rozpoczęły drugi szturm. W operacji udział wzięły setki żołnierzy oraz 20 czołgów. Po czterech godzinach intensywnych walk rebelianci zdołali odeprzeć następny atak. Zgodnie z relacjami świadków czołgi sił rządowych miały atakować obiekty i budynki cywilne. Ostrzelano 40 samochodów cywilnych. W mieście nie było dziennikarzy, więc media powoływały się na dane świadków. Według lekarzy w natarciu zginęły 33 osoby, w większości cywile. O godz. 16 (17 czasu polskiego) wojsko libijskie ponowiło artyleryjski atak. Rebeliantów ostrzeliwało 20 czołgów, zza których operowała piechota. W czasie walk rannych zwożono do prowizorycznego szpitala. Jednak i tym razem rebelianci obronili swoje stanowiska w centrum miasta. W obliczu niepowodzenia siły rządowe wycofały się na obrzeża miasta i kontynuowały jego blokadę.
6 marca rano wojska rządowe przeprowadziły kolejny szturm, który został odparty przez powstańców. W południe siły rządowe rozpoczęły drugi tego dnia szturm. Ciężki ostrzał artyleryjski był prowadzony od zachodu. Godzinę po rozpoczęciu ataku lądowego, do operacji włączyło się lotnictwo. Wieczorem wojsko zakończyło atak ponownie wycofując się z miasta. W walkach zginęło 3 rebeliantów i 26 żołnierzy. 11 wojskowych pojmano w tym trzech najemników.
7 marca o 9:00 rano czasu lokalnego siły rządowe silnie natarły na pozycje rebeliantów. Do miasta wjechały czołgi. Ostrzał moździerzowy został przerwany o 13:30. W czasie walk lojaliści Kadafiego po raz pierwszy zdołali przerwać linię obrony rebeliantów i dostać się do centrum miasta. Obszar kontrolowany przez powstańców skurczył się do Placu Męczenników i meczetu w centrum miasta. Wszystkie drogi wjazdowe były kontrolowane przez wojsko, które kontynuowało oblężenie.
Rano 8 marca żołnierze podjęli siódmy już szturm na centrum Az-Zawii. W ciągu dnia przeprowadzono dwa kolejne zmasowane ataki, w których udział wzięło 50 czołgów i 120 samochodów ciężarowych do transportu żołnierzy. Ciężkie ostrzał artyleryjski został skierowany na ostatnie sektory kontrolowane przez rebeliantów, o które trwały zacięte walki. Powstańcy zabili wysokiego rangą dowódcę, kuzyna Muammara Kadafiego. Wojsko otaczało centrum miasta w odległości 1,5 km i wyprowadzało stamtąd ataki. Siły rządowe całkowicie kontrolowały główną drogę do miasta oraz przedmieścia.
9 marca w wyniku toczących się walk zamknięto tamtejszą, największą w Libii, rafinerię. W wyniku szturmu i ciężkiego bombardowania z powietrza, rebelianci ok. 16:00 czasu lokalnego (17:00 czasu polskiego) wycofali się z centrum. W walkach zginęło co najmniej 40 osób. Po sześciu dniach oblężenia i szturmów Zawija była pod kontrolą rządu. Rebelianci jednak przystąpili do natychmiastowego kontrataku i już po dwóch godzinach odzyskali kontrolę nad centrum, odrzucając wojsko na kilometr od centrum. W toku walk duża część miasta została zniszczona.
Siły rządowe odbiły już 10 marca centrum z rąk rebeliantów. Korespondentka gazety The Times doniosła, że na centralnym placu Zawii obecne były flagi Kaddafiego, a miasto było oczyszczane ze śladów walk, choć okresowo słychać było pojedyncze strzały. Dzień później władze Libii oprowadziły ok. 100 zagranicznych dziennikarzy po zdobytej wczoraj przez siły Kadafiego Az-Zawiji. Zorganizowano wówczas wiec poparcia dla dyktatora, a jego zwolennicy skandowali Kocham Kadafiego.